# Chlorissa prasinata
Chlorissa prasinata är en fjärilsart som beskrevs av Werneberg 1864. Chlorissa prasinata ingår i släktet Chlorissa och familjen mätare. Inga underarter finns listade i Catalogue of Life.